# Піньйоло
Піньйоло (італ. Pignolo) — традиційне різдвяне сицилійське печиво, котре популярне у Італії.

## Опис
Піньйоло готують з мигдалевого тіста з додаванням кедрових горіхів. Після приготування печиво набуває світло-золотистого кольору та м'якої консистенції. Зовні це печиво дуже хрустке, а всередині м'яке, з ніжним мигдалевим смаком.
Печиво є дуже популярним святковим десертом в Італії, особливо на Різдво.